# Gennem Kamp til Sejr (film fra 1917)
 For alternative betydninger, se Gennem Kamp til Sejr. (Se også artikler, som begynder med Gennem Kamp til Sejr)
Gennem Kamp til Sejr er en amerikansk stumfilm fra 1917 af Charles Miller.

## Medvirkende
- Enid Bennett som Jerry Ross.
- William Garwood som Franak Girard.
- Josephine Headley som Janet Girard.
- Dorcas Matthews som Dulcie Hayes.
- William Fairbanks som Dillon.